# Кнут Ћелстали
Кнут Ћелстали (норв. Knut Kjeldstadli; Осло, 6. јун 1948) норвешки је историчар.
Син је историчара Свереа Ћелсталија. С очеве стране је унук тред јунионисте Ларса Ћелсталија, а с мајчине стране унук уредника Данијела Гринија и нерођени унук Сигварта Гринија
Завршио је examen artium у Катедралној школи у Ослу 1967. Затим је студирао енглески и социоекономику на Универзитету у Ослу, где је завршио своје мастер студије историје 1977. 
Докторирао је 1989. тезом „Доба челика. Систем фабрика и радници у Христијанија Спигерверку и Квернер бругу од 1890 до 1940“ (Jerntid. Fabrikksystem og arbeidere ved Christiania Spigerverk og Kværner Brug fra om lag 1890 til 1940). Постао је ванредни порфесор на Универзитету у Бергену 1992, а затим професор на Универзитету у Ослу 1996. 
Члан је Новерше академије наука.
Члан је Социјалистичке леве партије и Удружења за опорезивање финансијских трансакција за помоћ грађанима.
Године 2003. награђен је Браговом наградом за уредништво у пројекту Историја норвешке миграције (Norsk innvandringshistorie).
На српски је преведена његова књига „Прошлост није више оно што је некад била. Увод у историографију“ (Fortida er ikke hva den en gang var : en innføring i historiefaget).

## Одабрана библиографија
- Det Norske Arbeiderpartiet: fra folkebevegelse til statsstøtte, 1973
- "Arbeider, bonde, våre hære..." – Arbeiderpartiet og bøndene 1930–1939, 1978
- Jerntid. Fabrikksystem og arbeidere ved Christiania Spigerverk og Kværner Brug fra om lag 1890 til 1940, 1989
- Den delte byen: 1900–1948, 1990 (4. том у Oslo bys historie)
- Fortida er ikke hva den engang var. En innføring i historiefaget, 1992
- Et splittet folk 1905–35, 1994 (10. том у Aschehougs Norgeshistorie)
- Oslo – spenningenes by- oslohistorie, 1995, са Јаном Ејвиндом Миреом
- Norsk innvandringshistorie (ур.), 2004
- Akademisk kapitalisme, 2010